# Witankowo
Witankowo is een plaats in het Poolse district  Wałecki, woiwodschap West-Pommeren. De plaats maakt deel uit van de gemeente Wałcz en telt 420 inwoners.